# Otto Brandt (historiker)
Otto Brandt, född 26 augusti 1892, död 16 januari 1935, var en tysk historiker.
Brandt blev filosofie doktor 1915 och professor vid Kiels universitet 1924. Bland Brandts skrifter märks England und die napoleonische Weltpolitik 1800-1803 (2:a upplagan 1916), August Wilhelm Schegel. Der Romantiken und die Politik (1919), Geschichte Schleswig-Holsteins (1925), Heinrich Rantzau und seine Relationen an die dänischen Könige (1927), samt ett antal skrifter och Schleswig-Holsteins historia.